# Stock & Scherenberger Erbstollen
Der Stock & Scherenberger Erbstollen ist ein alter Erbstollen in Sprockhövel, der seit 2018 als Besucherbergwerk öffentlich zugänglich ist.

## Geschichte
Der Stollen wurde 1746 angelegt, um die Zeche Stock & Scherenberg zu entwässern und besaß die Erbstollengerechtigkeit.
Benannt ist der Erbstollen nach den Gewerken Stock und Scherenberg und ihrer gleichnamigen Zeche. Der Stollen hatte den Zweck, die Kohlenbänke der Gewerkschaft zu lösen. Bei seinem Vortrieb durchschnitt er jedoch auch andere Kohlenbänke. Durch einen Querschlag wurde auch die Zeche Ver. Concordia entwässert. Den querschlägigen Vortrieb des Stock & Scherenberger Erbstollens besorgten Bergleute aus Kursachsen.
Die Schächte des Erbstollens wurden möglichst nah am Talgrund des Pleßbach angelegt. Der Stollen erreichte eine Gesamtlänge von etwa drei Kilometer.
Obwohl die angeschlossenen Gruben teilweise auch durch den Dreckbänker Erbstollen gelöst wurden und bis heute entwässert werden, fließt auch noch etwas Wasser aus der Rösche des Erbstollens. Beim Bau der Autobahn A43 wurde der genannte Querschlag des Stollens angeschnitten. 
Ab 2013 wurde das Mundloch des Stollens vom "Förderverein Bergbauhistorischer Stätten Ruhrrevier e.V." aufgewältigt und wieder hergestellt. Seit 2018 wird der Stollen vom Bergbauaktiv Ruhr e.V. in Zusammenarbeit mit der Stadt Sprockhövel und ihrer unteren Denkmalbehörde saniert.
Am 16. November 2018 wurde der Stollen zum Besucherbergwerk ernannt.

## Bilder

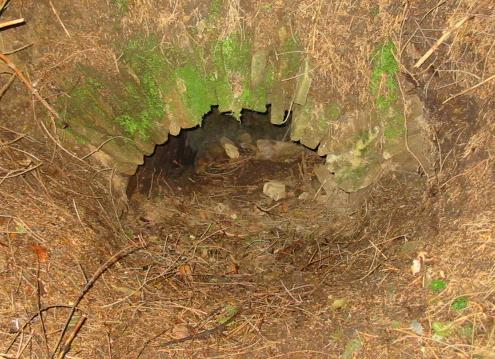
Mundloch vor der Sanierung
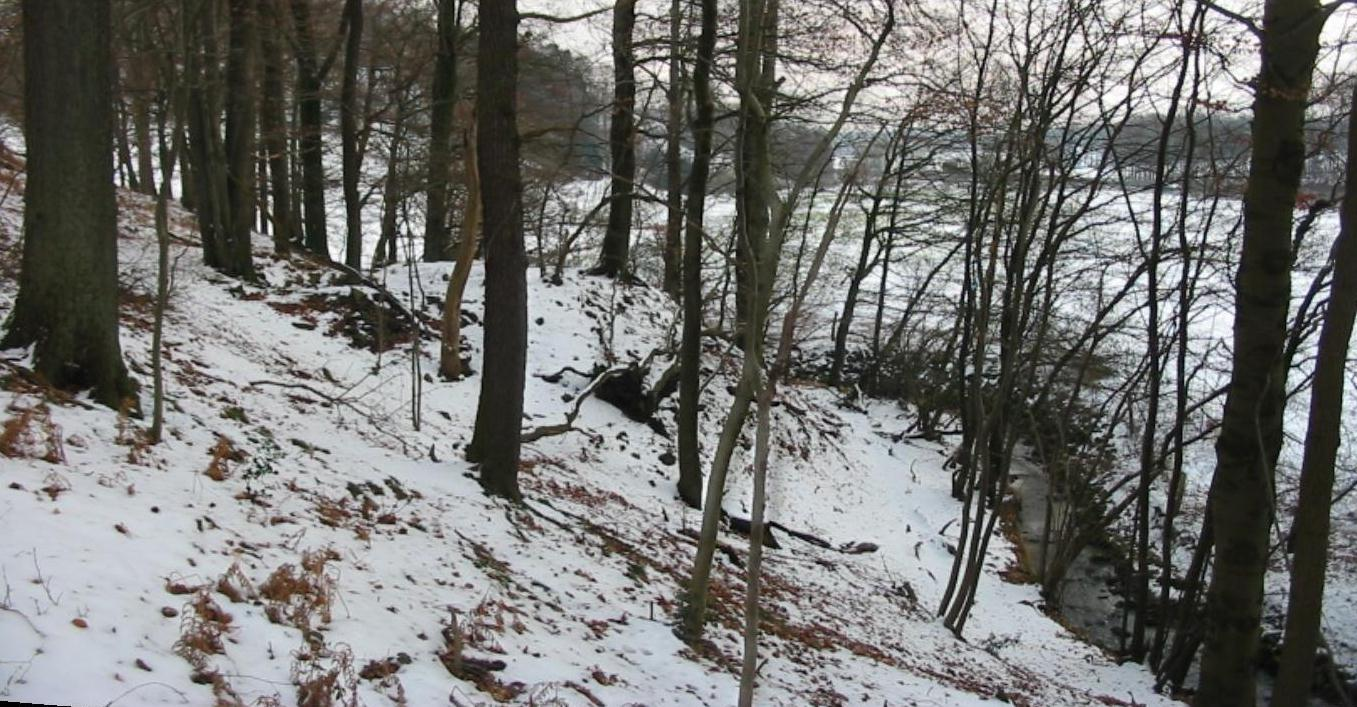
Halde am Pleßbach
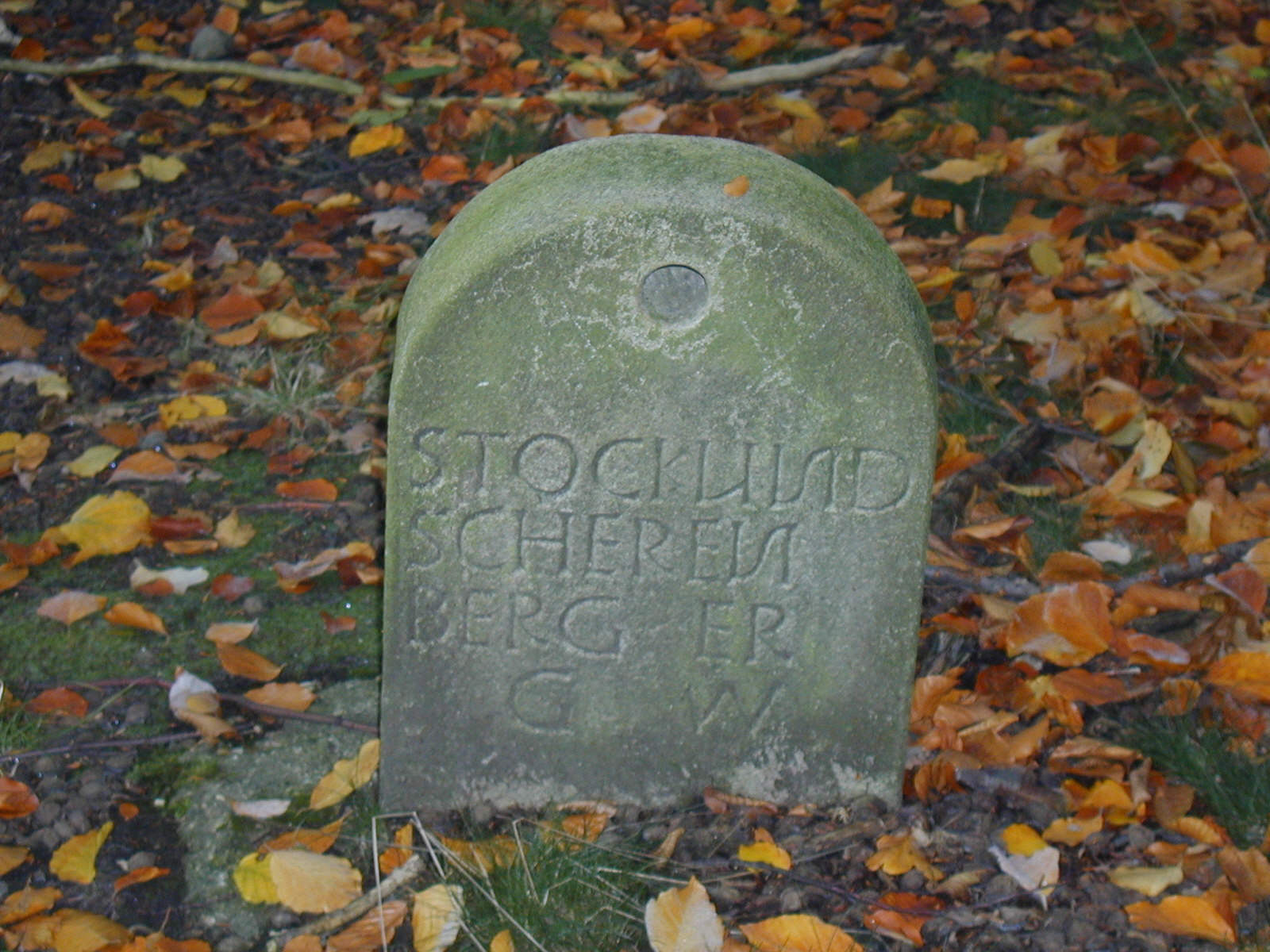
Lochstein der Zechen Stöcker und Stock & Scherenberger
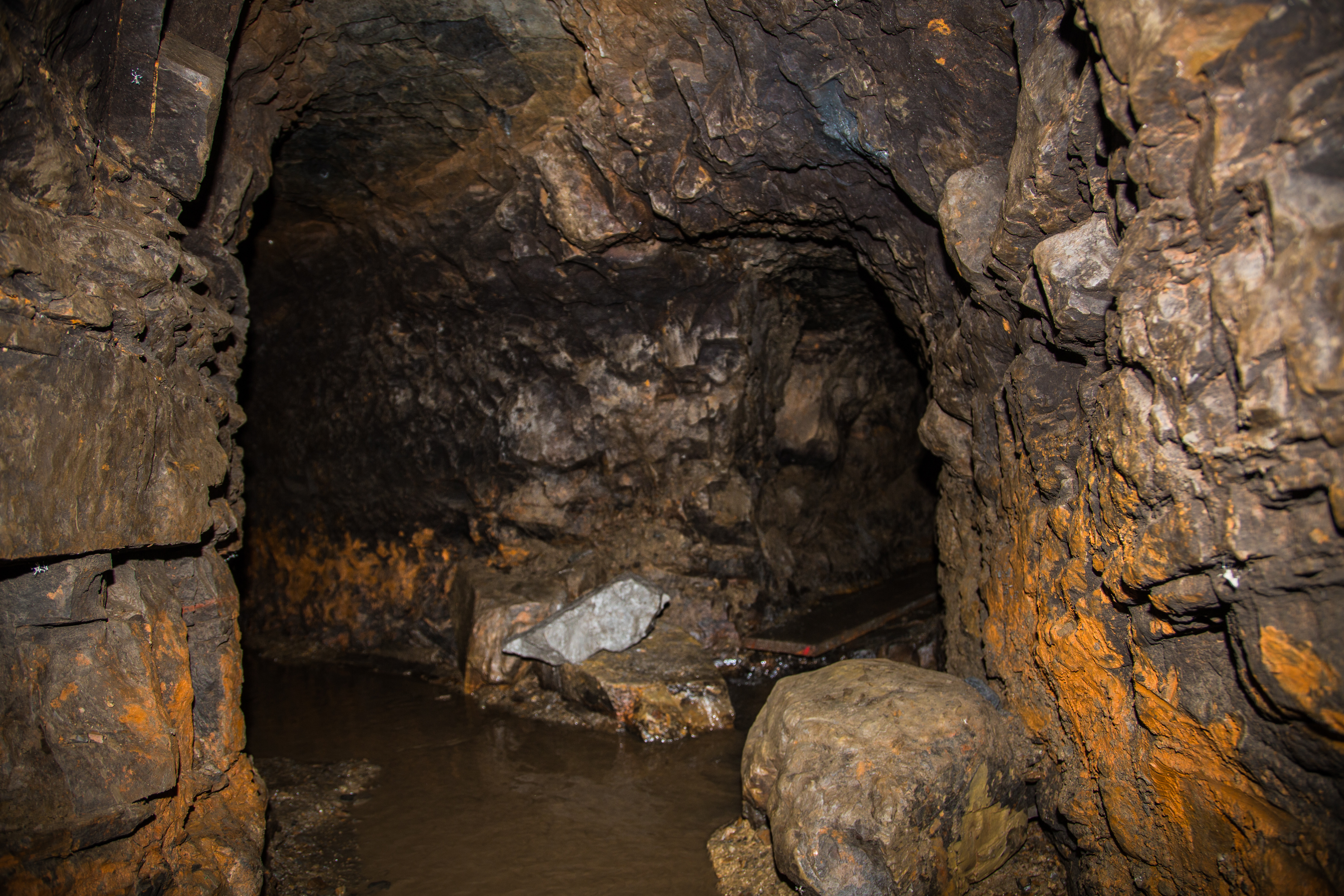
Gabelung im Stollen
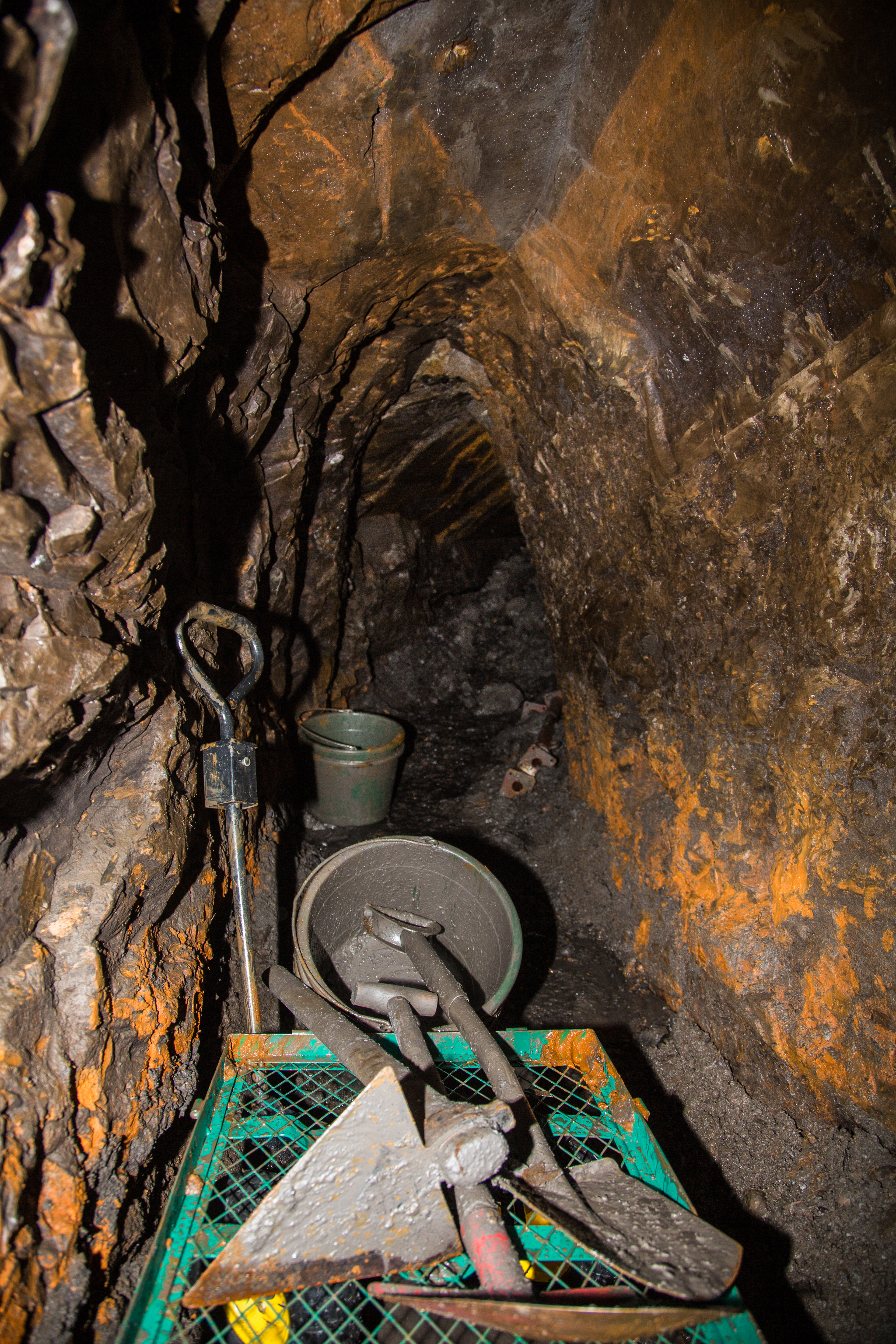
Arbeitsgeräte bei der Sanierung